# بافونيس مونس
بافونيس مونس هو بركان درعي كبير يقع في مِنطقة ثارسيس على كوكب المريخ، وهو العضو الأوسط في سلسلة من ثلاثة جبال بركانية تُعرف مُجتمعةً باسم ثارسيس مونتس، وهي تمتد على خط الاستواء لكوكب المريخ بين خطي الطول 235° شرقًا و259° شرقًا، وقد تم اكتشاف هذا البركان عن طريق مِسبار مارينر 9 عام 1971، وكان يُسمى في البداية بالبقعة الوُسطى ثم سُمي ببافونيس مونس عام 1973

## معرض صور

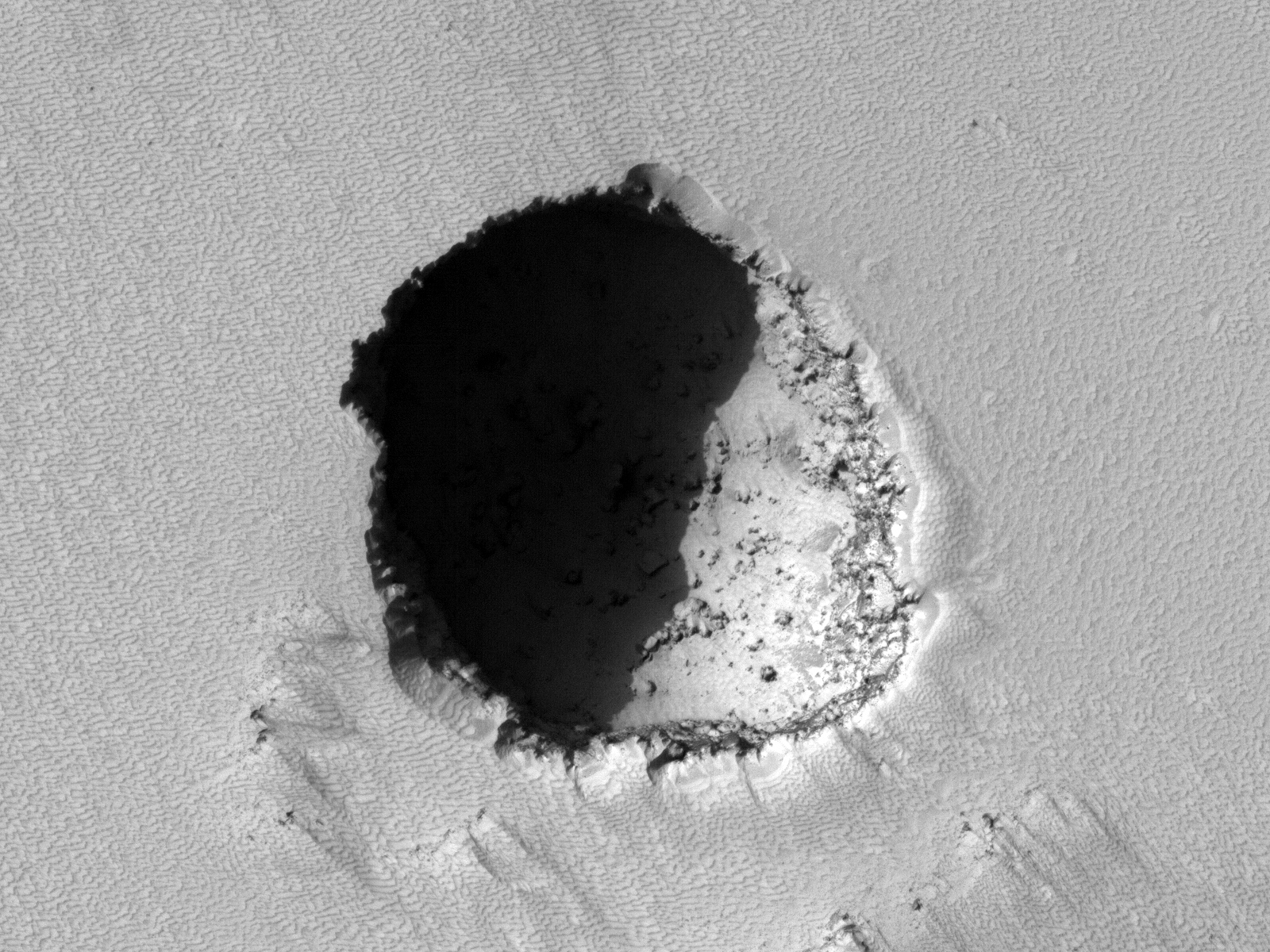
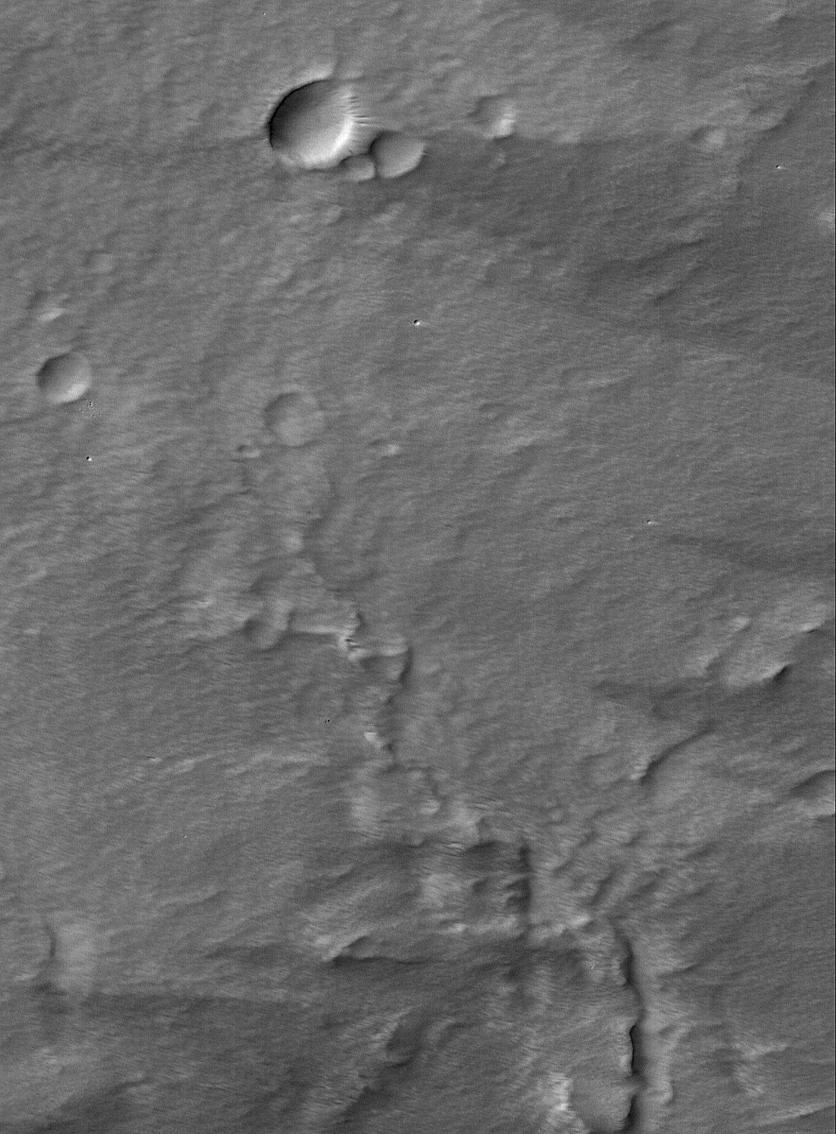
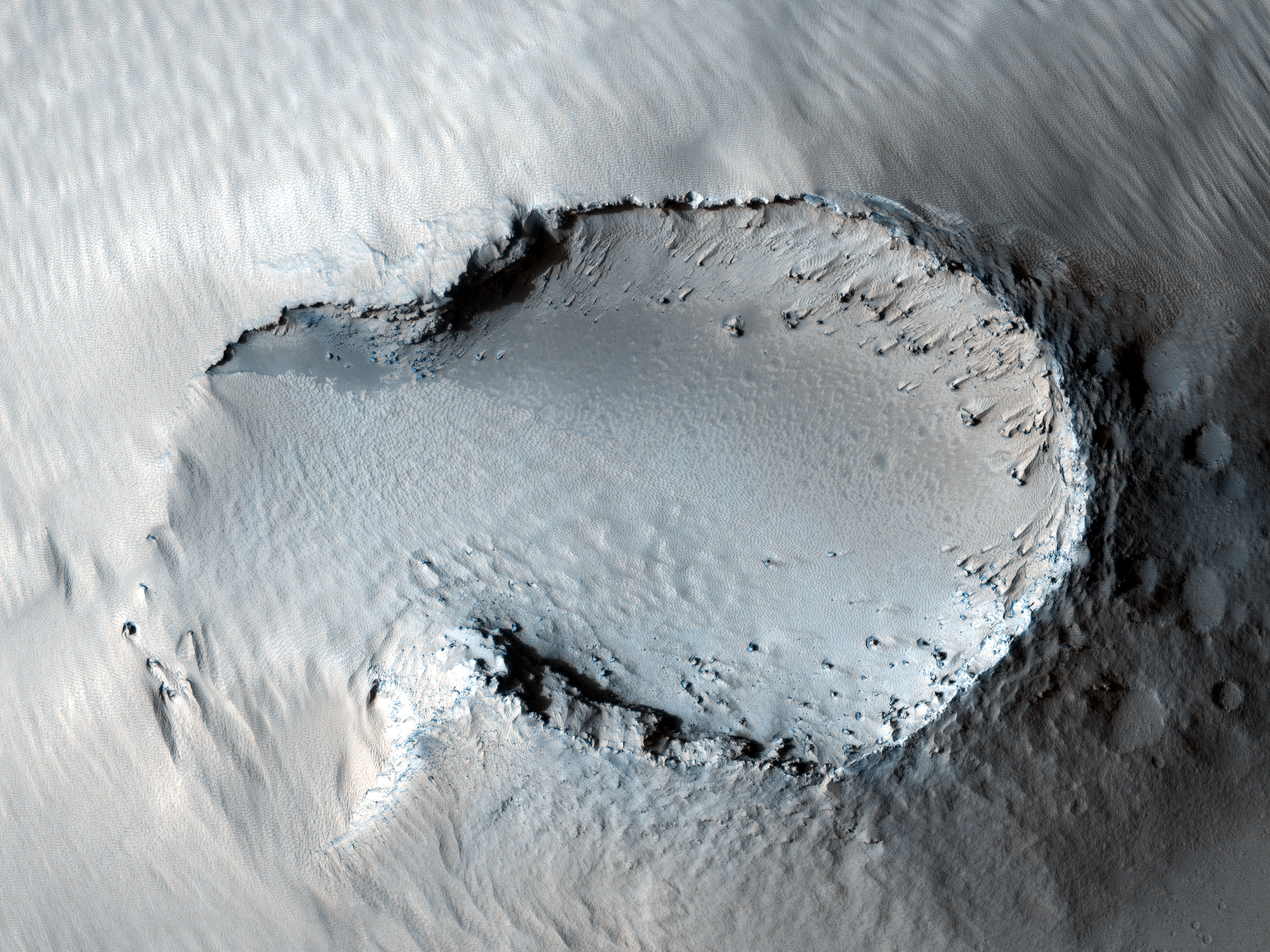
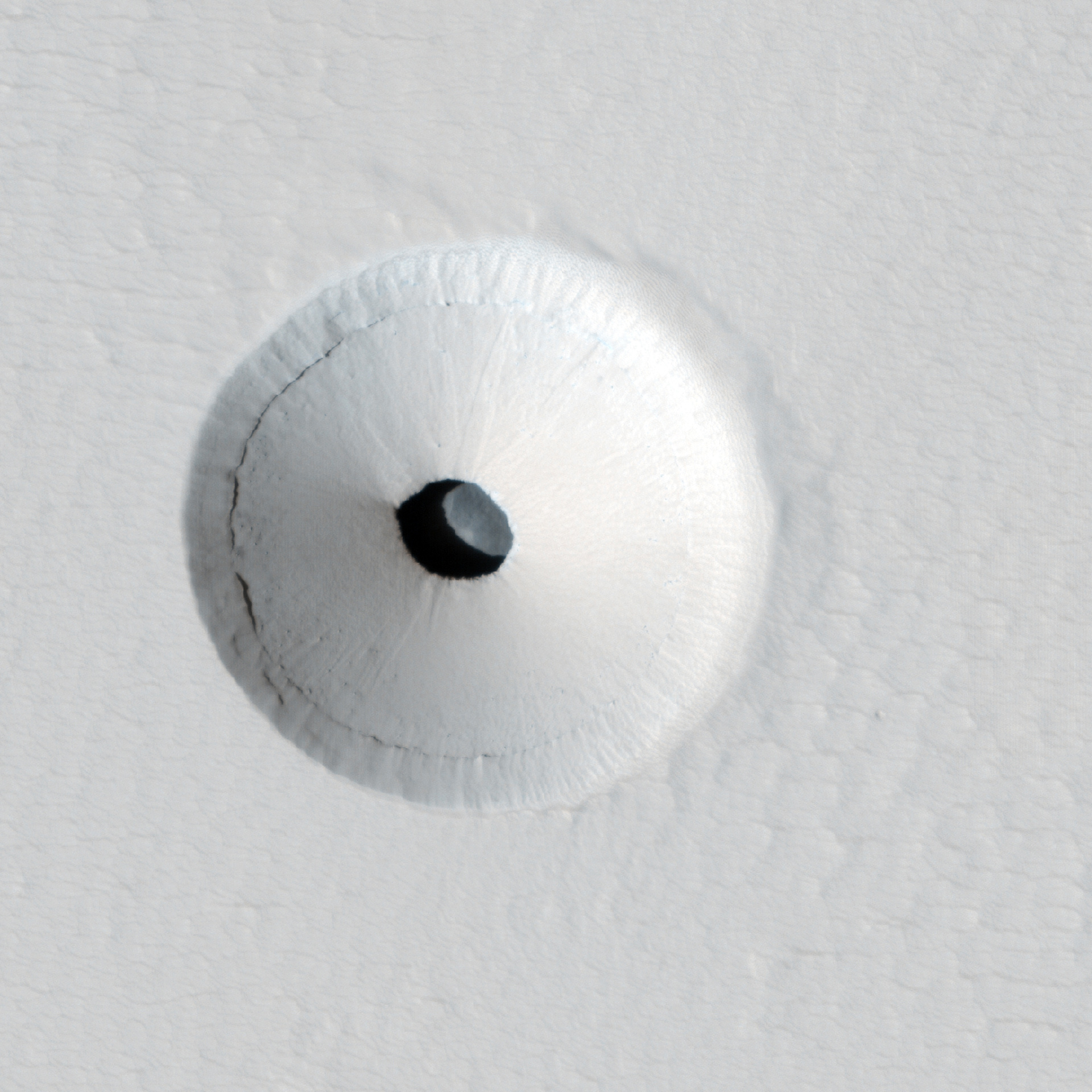
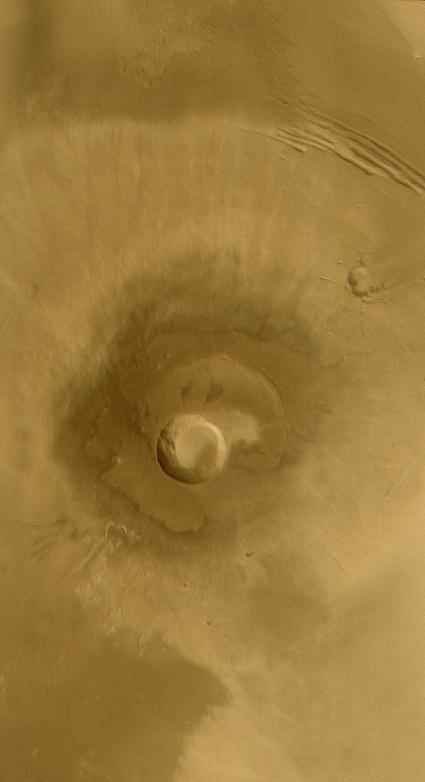
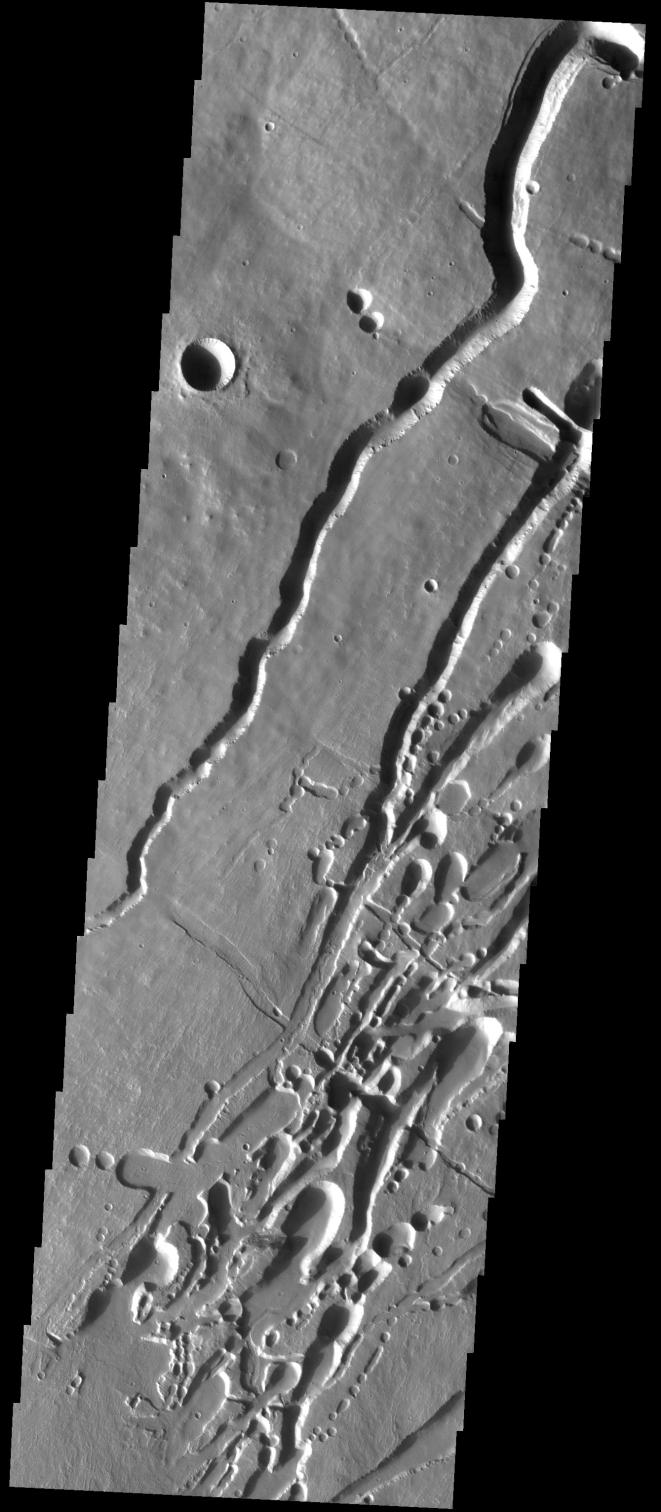